# Banda unió musical de Santa Pola
La Banda Unió Musical de Santa Pola és una entitat musical de Santa Pola fundada el 1978.
Fou fundada pel santapoler Manuel Marhuenda. Ha editat 3 CDs (el primer dedicat al compositor local José Alfosea Pastor, el segon, gravat en directe, amb diversos concerts per a solistes i orquestra de vent i el tercer, també en directe, resultat del concert que se celebrà en el Palau de la Música de València); ha realitzat un piromusical; concerts per Santa Pola, Elx, Oriola, Alacant, València, Madrid i un parell de gires per Galícia i França; ha presentat diversos espectacles musicals monogràfics, etc. Actualment, és dirigida per José Jaime Sempere Linares -professor del Conservatori professional d'Alacant- i compta amb un planter de més de 40 músics. Actualment, la seua presidenta és Ma. José Lafuente després que Jaime Botella, en la darrera Junta, no es tornés a presentar per a la reelecció.